# カール・ネーハマー
カール・ネーハマー（ドイツ語: Karl Nehammer [kaɐ̯l ˈneːhamɐ]; 1972年10月18日-）は、オーストリアの政治家。2020年1月より連邦内務大臣（内相）を務めたのち、2021年12月にオーストリア国民党党首およびオーストリア共和国連邦首相（第29代）に就任し、2025年1月まで務めた。
姓はネーハマーの他、ネハマー、ネハンマーやネハンメルなどとも書かれる。

## 来歴
ウィーン出身。政界入り前は軍人であり、1992年10月に一年志願兵となり1996年4月までオーストリア軍に所属していた。ドナウ大学クレムスで政治コミュニケーションを修め、2017年11月にオーストリア国民議会議員、2018年1月には国民党の幹事長となった。
2020年1月7日、国民党党首のセバスティアン・クルツが首相に再就任し第2次クルツ内閣が発足するとネーハマーは内相として入閣し、国内のコロナウイルス対策のロックダウンや11月2日のウィーンでの銃撃事件への対応に当たった。
2021年10月9日、クルツ首相が汚職疑惑により辞任を表明し、同月11日にアレクサンダー・シャレンベルク外相が後任の首相となる（ネーハマーは内相として留任）。しかしそのわずか2か月後の12月2日にクルツは政界引退を表明し、これを受けてシャレンベルクも首相を辞任する意向を示した。
12月3日に国民党の緊急幹部会でネーハマーが新党首に選出されたのち、6日にアレクサンダー・ファン・デア・ベレン大統領により連邦首相に任命され、ネーハマー内閣が発足した。新内閣ではシャレンベルクが再び外相に任命され、後任の内相にはニーダーエスターライヒ州議会副議長のゲアハルト・カルナーが就任することとなった。就任から2日後の12月8日にはドイツでオラフ・ショルツが連邦首相に就任しており、ネーハマーとショルツは12月15日にブリュッセルで面会している。
2022年1月7日、コロナウイルス検査で陽性反応が出たことが発表された。
2024年9月29日に執行された総選挙で国民党は51議席にとどまり、57議席のオーストリア自由党に第1党の座を明け渡した。しかし極右とされる自由党による組閣は困難と見られていたこともあり、ファン・デア・ベレン大統領はネーハマーに組閣を要請したが連立交渉が破談し、2025年1月4日に新政権の組閣を断念し辞任を表明。国民党は翌5日にクリスティアン・シュトッカー事務局長を暫定党首に選出し、1月10日に外相のアレクサンダー・シャレンベルクが暫定首相に就任したことに伴い退任した。
- シャレンベルク外相と（2020年8月30日）
- ウクライナのキエフを訪問し、ウォロディミル・ゼレンスキー大統領と会談した（2022年4月9日）[19]。
- ウクライナのデニス・シュミハリ首相と（2022年4月9日）

## 家族
妻のカタリナ・ネーハマーは連邦国防省のスポークスパーソンを務めたのち、民間PR企業のコンサルタントとなった 。ネーハマー夫妻には二人の子どもがいる。カタリナの父であるペーター・ニデツキーはオーストリア放送協会の司会者である。